# Grube Krunkelbach
Die Grube Krunkelbach, auch Grube Hans Paul, war ein Bergwerk zur Untersuchung eines Uranvorkommens im Hochschwarzwald in der Gemeinde Menzenschwand, heute ein Stadtteil von St. Blasien im Landkreis Waldshut in Baden-Württemberg. Am Rand des Naturschutzgebietes Feldberg gelegen, löste der Betrieb des Bergwerks zwischen 1961 und 1991 Proteste von Anwohnern, Natur- und Umweltschützern sowie der Anti-Atomkraft-Bewegung aus. In den 1970er Jahren scheiterten Pläne, radonhaltiges Wasser aus der Grube zu nutzen, um Menzenschwand zu einem exklusiven Heilbad auszubauen. Seit 2005 wird aus der Uranlagerstätte stammendes Wasser zum Betrieb eines Radonbades in Menzenschwand genutzt.

## Prospektion
Vor dem Hintergrund des Uranbedarfs der Atomwaffenmächte wurde im Schwarzwald seit Ende der 1940er Jahre nach Uranerzen gesucht. Eine Veröffentlichung des Präsidenten des Geologischen Landesamtes von Baden-Württemberg, Franz Kirchheimer, listete 1957 elf vom Landesamt untersuchte Uranvorkommen auf. Bereits 1951 hatten verschiedene Medien über die Uranvorkommen im Schwarzwald berichtet.
Im Mai 1957 fanden zwei Geologiestudenten im Krunkelbachtal nordwestlich von Menzenschwand Uranglimmer. Sie verkauften ihr Wissen um die zuvor unbekannte Lagerstätte an die Gewerkschaft Finstergrund, die das gleichnamige Bergwerk im Schwarzwald betrieb. Die Gewerkschaft Finstergrund stellte im Oktober 1957 einen Konzessionsantrag, den sie Ende 1959 nach Streitigkeiten mit Landesbehörden zurückzog. Stattdessen wurde die Gewerkschaft Brunhilde aus Uetze in Niedersachsen aktiv, die Erfahrungen in der Uranprospektion hatte und seit 1957 über eine Versuchsanlage zur Uranerzaufbereitung in Ellweiler in Rheinland-Pfalz verfügte.
Ende August 1960 erteilte das baden-württembergische Wirtschaftsministerium dem Bergbauunternehmen die Erlaubnis, in einem 800 km² großen Teil des Südschwarzwaldes nach Uran zu suchen. Bei den im selben Monat gestarteten Schürfarbeiten wurden im Moränenschutt des Krunkelbachtals Pechblendenstücke gefunden, während zwei uranerzhaltige Gänge im anstehenden Gestein erst nach erheblichen Schwierigkeiten 1961 erschlossen werden konnten. Ab 1962 wurden zur Untersuchung der Lagerstätte zwei Stollen aufgefahren, die Mitte 1963 eine Gesamtlänge von 200 Metern erreichten. 1961 wurden 300 Tonnen Uranerz mit einem Urangehalt von 1,4 % gefördert (gemessen als Uran(V,VI)-oxid U3O8); 1962 1.500 Tonnen mit einem U3O8-Gehalt von 1,0 %. Das Uranerz wurde nach Ellweiler transportiert und dort zu Yellowcake aufgearbeitet. Im Krunkelbachtal arbeiteten im Sommer 1963 sechs Arbeiter und zwei Angestellte; weitere drei Mitarbeiter der Gewerkschaft Brunhilde führten Prospektionsarbeiten in der Umgebung durch.

## Uranbergbau und Naturschutz
Die Prospektionsarbeiten der Gewerkschaft Brunhilde führten in Menzenschwand zu erheblichen Protesten, in deren Folge die Arbeiten im September 1963 untersagt wurden.
Rechtliche Grundlage der Prospektionsarbeiten war das badische Berggesetz von 1947, dem zufolge Grundstücksbesitzer Prospektions-, Schürf- und Gewinnungsarbeiten dulden mussten. Entsprechend nahm die Gemeinde Menzenschwand als Grundstücksbesitzerin die Arbeiten im Krunkelbachtal hin, untersagte aber 1961 Sprengungen, da in der Nähe der Schürfstelle eine Brunnenstube der örtlichen Wasserversorgung lag. Als im September 1962 der Brunnen versiegte, lieferte die von der Gewerkschaft Brunhilde gebaute Ersatzwasserversorgung Wasser unzureichender Qualität. Der Krunkelbach sowie die Menzenschwander Alb wurden durch schlammhaltiges Wasser aus dem Bergwerk verschmutzt. Menzenschwander Bürger beklagten sich zudem über den Lärm und Staub, der von den Uranerztransporten ausging, sowie über die Beschädigung von Feldwegen.
Im September 1962 hatte eine Pressemitteilung des Geologischen Landesamtes, wonach es sich um „die größten Uranerzvorkommen in der ganzen Bundesrepublik“ handeln würde, bundesweite Medienberichte zur Folge. In der Gemeindeverwaltung, die bislang nicht von der Bedeutung der Funde unterrichtet worden war, wuchsen die Sorgen um den Ruf Menzenschwands als Fremdenverkehrsgemeinde. Im Oktober 1962 fasste die Gemeinde ihre Argumente gegen den Uranbergbau in einer Denkschrift zusammen, die Behörden sowie Landtags- und Bundestagsabgeordneten zugesandt wurde. Im Dezember 1962 forderte der Landtag von Baden-Württemberg die Landesregierung auf, die Auswirkungen des Uranabbaus zu prüfen und gegebenenfalls Schäden für die Gemeinde und ihre Einwohner auszugleichen. Im September 1963 wurde bekannt, dass das Bergwerk innerhalb des Naturschutzgebietes Feldberg und nicht, wie bis lang angenommen, im angrenzenden Landschaftsschutzgebiet „Bernauer und Menzenschwander Tal“ lag. Am 16. September 1963 erließ das Amtsgericht St. Blasien auf Antrag der Gemeinde Menzenschwand eine einstweilige Verfügung, die der Gewerkschaft Brunhilde die Fortsetzung der Arbeiten untersagte. Die Berufung der Gewerkschaft wurde vom Landgericht Freiburg verworfen, da die Gemeinde „hinreichend glaubwürdig gemacht“ habe, „daß weitere Schürfarbeiten der Antragsgegnerin auf dem gemeindeeigenen Grundstück […] wesentliche Nachteile für die Gemeinde als Grundstückseignerin befürchten lassen.“
Eine Planung der Gewerkschaft Brunhilde von 1964 sah vor, etwa drei Kilometer nördlich des Krunkelbachtals einen Förderschacht anzulegen, von dem aus auch ein weiteres, bislang nur oberirdisch nachgewiesenes Uranvorkommen an der Farnwitte nördlich des Äulemer Kreuzes erkundet werden sollte. Vom Förderschacht sollte ein Gleisanschluss zur Dreiseenbahn in Bärental gebaut werden. Die Planung scheiterte, da das Gebiet um Bärental 1964 vorläufig und 1968 endgültig als Landschaftsschutzgebiet ausgewiesen wurde.
Natur- und Heimatschützer engagierten sich seit 1963 gegen die Uransuche in Menzenschwand. Fritz Hockenjos, Obmann der Arbeitsgemeinschaft Heimatschutz Südbaden, hatte sich im Juni 1963 gegen ein Bergwerk in Menzenschwand ausgesprochen und verwies dabei auf eine Kampagne, mit der der Zusammenschluss von mehr als einem Dutzend Natur- und Heimatschutz-Verbänden in den 1950er Jahren ein Staudammprojekt in der Wutachschlucht verhindert hatte. Hockenjos, der auch Hauptnaturschutzwart des Schwarzwaldvereins war, bezeichnete im April 1966 Menzenschwand als „das schwerste Problem, das den Schwarzwaldverein beschäftige“. Gegner des Uranabbaus verwiesen auch darauf, dass das in Ellweiler produzierte Urankonzentrat etwa doppelt so teuer war wie auf dem Weltmarkt eingekauftes. Dabei waren die Untersuchungsarbeiten im Krunkelbachtal zwischen 1960 und 1963 mit 600.000 DM von Bund und Land bezuschusst worden.
Befürworter eines Uranabbaus verwiesen auf Prognosen von Euratom, wonach Mitte der 1970er Jahre mit einer Uranknappheit zu rechnen sei und hielten deshalb eine weitere Erschließung und einen späteren Abbau der Menzenschwander Lagerstätte für erforderlich. So setzte sich das Bundesforschungsministerium unter Hans Lenz im Oktober 1963 dafür ein, „durch Erschließung weiterer Uranvorkommen Vorsorge für den Zeitpunkt zu treffen, zu dem eine internationale Mangellage an Uran eintreten kann.“
Innerhalb der Landesregierung von Baden-Württemberg bestanden unterschiedliche Auffassungen über die Fortsetzung der Arbeiten in Menzenschwand. Im Dezember 1966 beschloss der Ministerrat, die Erkundung der Lagerstätte durch Bohrungen prüfen zu lassen. Die Gewerkschaft Brunhilde hielt Bohrungen für technisch möglich, aber wirtschaftlich wenig sinnvoll. Die Gemeinde Menzenschwand lehnte Bohrungen durch das Bergbauunternehmen ab.

## Pläne für ein Radon-Heilbad
Auf Vermittlung des Offenburger Verlegers Franz Burda untersuchte der Innsbrucker Balneologe Ferdinand Scheminzky im Juni 1970 das aus den Bergwerksstollen austretende Wasser und stellte dabei einen hohen Radongehalt und die grundsätzliche Eignung für eine balneotherapeutische Nutzung fest. Burda, der in Menzenschwand Jagdpächter war, erklärte im November 1970 auf einer Sitzung des Kurbeirats, die Ergebnisse „könnten bei richtiger Nutzung für Menzenschwand zu einer ‚Goldgrube‘ werden“ und dem Kurort einen „ungeheueren Aufschwung“ geben. Burda kündigte zugleich an, der Gemeinde „mit Rat und Tat – ohne jeglichen Eigennutz – zur Seite zu stehen, um dieses Projekt verwirklichen zu können“. Nach weiteren Untersuchungen des radonhaltigen Wassers stimmte der Menzenschwander Gemeinderat im Juli 1971 der Gründung der Heilbad Menzenschwand GmbH zu. Die GmbH war zu 51 % in Besitz der Gemeinde und zu 49 % im Besitz Burdas; ab März 1972 betrug das Stammkapital 1,7 Millionen DM.
Während Burda und die Gemeinde Menzenschwand mit den Plänen für ein Radonbad den Uranabbau verhindern wollten, sahen die Landesregierung und die Gewerkschaft Brunhilde die Möglichkeit, gleichzeitig das Bad zu betreiben und die Schürfungen fortzusetzen sowie den langjährigen Konflikt zwischen Gemeinde und Bergbauunternehmen beizulegen. Im September 1972 schlossen die Landesregierung, die Gewerkschaft sowie die Kurbetriebs-GmbH eine Vereinbarung, die dem Bergbauunternehmen den Abbau von 20.000 Tonnen Uranerz bis Ende 1974 gestattete. Zugleich verzichtete die Gewerkschaft auf eine Gewinnungskonzession ab 1975. Auf Grundlage der Vereinbarung trieb das Bergbauunternehmen die beiden vorhandenen Stollen weiter vor, teufte einen Blindschacht ab und legte in 30 und 60 Meter Tiefe zwei weitere Sohlen an. Bis Ende 1974 wurde mit 2.600 Tonnen weit weniger Uranerz gefördert, als in der Vereinbarung vorgesehen.
Die Kurbetriebs-GmbH hatte im Sommer 1971 das Frankfurter Architekturbüro Speerplan unter Albert Speer junior und den Landschaftsarchitekten Günther Grzimek mit der Ausarbeitung von Flächennutzungs- sowie Grün- und Landschaftsplänen beauftragt. Die 1973 vorliegenden Pläne sahen die Anlage eines Kurgebiets westlich von Menzenschwand vor, das aus neun Hotels mit 1.800 Betten, einem Kurmittelhaus, einem Kursaal, einer Schwimmhalle sowie einem Freibad bestand; insgesamt sollten 150 Millionen DM investiert werden.
Die Dimension der Planungen stieß auf Kritik von Naturschutzbehörden und -verbänden; letztere kritisierten auch die geplante rasche Verwirklichung, die sie als undemokratisch bezeichneten. Für Fritz Hockenjos, mittlerweile Präsident des Schwarzwaldvereins, war „das Heilbad nicht ein Bestandteil des Dorfes,sondern das Dorf mit seinen Menschen gerade noch ein Anhängsel, das Tal die Umrahmung des ‚Heilbades von hoher Exklusivität‘“. Die Kritik wurde von Menzenschwander Gemeinderäten aufgegriffen; Ende Mai 1973 distanzierte sich auch Franz Burda von der Planung und ordnete zwei Monate später die Einstellung der Planungen an. Hintergrund für Burdas Sinneswandel dürften auch stark gestiegene Geldmarktzinsen gewesen sein. Eine reduzierte Planung scheiterte, da der Menzenschwander Gemeinderat im Juni 1974 den notwendigen Bebauungsplan ablehnte. In der Folge kam es zur Insolvenz der Kurbetriebs-GmbH, die Kredite über 5,5 Millionen DM aufgenommen hatte.
Nach der Ölkrise von 1973 waren Bund und Land verstärkt an der Feststellung einer „Notreserve“ und der Erkundung der Menzenschwander Uranlagerstätte interessiert. Zugleich flauten die Proteste vor Ort ab, nachdem Menzenschwand im Zuge der Gebietsreform 1974 nach St. Blasien eingemeindet worden war. Das Bergbauunternehmen konnte sich auf einen Vertragspassus berufen, dem zufolge beim Scheitern der Heilbad-Pläne die Landesregierung eine Wiederaufnahme der Untersuchungsarbeiten prüfen sollte. Die Behörden duldeten zunächst den Weiterbetrieb der Grube, bis sie am 9. Oktober 1975 wegen einer fehlenden naturschutzrechtlichen Ausnahmegenehmigung geschlossen wurde. Im Dezember 1975 unterschrieb das baden-württembergische Wirtschaftsministerium einen Konzessionsvertrag für Schürfarbeiten, der die rechtliche Grundlage zum Betrieb der Grube bis zu deren Stilllegung war. Eine naturschutzrechtliche Ausnahmegenehmigung sei nicht erforderlich, da die Arbeiten unter Tage stattfinden würden. Naturschutzverbände sahen sich getäuscht und verwiesen auf eine gegenteilige schriftliche Zusage des Ministerpräsidenten Filbinger vom Mai 1973.
1976 und 1977 wurden in der Grube Krunkelbachtal Untersuchungsstrecken auf der Sohle in 60 Meter Tiefe aufgefahren, die nur geringe Mengen abbauwürdiges Uranerz aufschlossen. Ab Frühjahr 1976 wurde Uranerz in einem bereits in den 1960er Jahren bekannten Gang abgebaut, um den entstehenden Hohlraum zur Versatzlagerung nutzen zu können. Einen entsprechenden Betriebsplan hatte die Gewerkschaft Brunhilde damit begründet, dass die Anlage von Halden über Tage auf Grund der Naturschutzauflagen nicht möglich sei. Das Stollenmundloch wurde im Juni 1976 gemäß einer Vereinbarung mit der Naturschutzbehörde in Beton neu errichtet. Zwischen Juli 1976 und Februar 1977 wurde der Blindschacht auf 98 Meter abgeteuft und ein Füllort an einer neuen Sohle in 90 Meter Tiefe angelegt. Anfang 1978 gab das Landesbergamt beim Kernforschungszentrum Karlsruhe ein Gutachten in Auftrag, das die Umweltbelastungen in der Umgebung eines Uranbergwerks untersuchen sollte. Im Zuge des Gutachtens wurden zwischen März und Jahresende 1978 in einem „simulierten Abbau“ 6.000 Tonnen Uranerz gefördert.

## Anti-Atomkraft-Bewegung
Am 28. Juli 1978 erstattete der Freiburger Arbeitskreis Strahlenschutz (AKS) gegen die Gewerkschaft Brunhilde Strafanzeige „wegen Gefährdung von Öffentlichkeit und Umwelt“. Der AKS hatte zuvor die Radioaktivität von Gestein gemessen, das aus der Grube Krunkelbach stammte und als taubes Gestein für Straßenbauarbeiten verwandt worden war. Einer Selbstdarstellung zufolge zählte sich der AKS zur Anti-Atomkraft-Bewegung, seine Mitglieder seien zuvor in den Bürgerinitiativen gegen die Atomkraftwerke Wyhl und Fessenheim tätig gewesen. Messungen der Landesanstalt für Umweltschutz bestätigten die Messwerte des AKS; ob von dem radioaktiven Gestein eine Gefährdung der Bevölkerung ausging, blieb unter den Landesbehörden umstritten.
Mit den Messungen des AKS rückte erstmals die Frage der radiologischen Auswirkungen des Uranabbaus in den Mittelpunkt der öffentlichen Auseinandersetzung. Traditionelle Naturschutzverbände wie der Bund für Umwelt und Naturschutz Deutschland (BUND), der Schwarzwaldverein oder der Landesnaturschutzverband kritisierten den Bergbau im Krunkelbachtal nicht mehr alleine unter Gesichtspunkten des Landschaftsschutzes, sondern auch als erstes Glied in einer „Atomenergie-Kette“. Zugleich distanzierten sich die Verbände von dem als radikal eingeschätzten AKS.
Am 29. Januar 1980 stellte die Gewerkschaft Brunhilde einen Antrag auf eine Abbau-Konzession, der vermutlich infolge von behördeninternen Differenzen zwei Jahre lang unbearbeitet blieb. Offiziell plädierte die Landesregierung für ein „In-situ-Konzept“, dem zufolge die Lagerstätte erkundet werden und als Reserve für Notzeiten im Berg verbleiben sollte. Am 4. Januar 1982 erneuerte das Bergbauunternehmen seinen Antrag auf der Grundlage des zum Jahresanfang in Kraft getretenen Bundesberggesetzes. Dem Antrag zufolge war der Bau weiterer Einrichtungen nicht erforderlich. Umweltschützer sahen ihre Befürchtungen bestätigt: „Jahrelang hat man uns mit dem Schürfgebiet hingehalten. Jetzt ist auf einmal alles für einen Abbau vorhanden“, so der BUND-Landesgeschäftsführer gegenüber der Wochenzeitung Die Zeit. Im Juni 1982 sprachen sich der Ortschaftsrat von Menzenschwand, der Stadtrat von St. Blasien und der Kreistag von Waldshut gegen einen Uranabbau im Krunkelbachtal aus.
Am 23. Juni 1983 entschied die baden-württembergische Landesregierung, der Gewerkschaft Brunhilde keine Abbaubewilligung zu erteilen; zudem solle die Ende 1984 auslaufende Schürfgenehmigung nicht verlängert werden. Gegen einen entsprechenden Bescheid des Landesbergamtes erhob das Bergbauunternehmen Klage, die am 13. November 1984 vom Verwaltungsgericht Freiburg abgewiesen wurde. Hiergegen legte das Unternehmen Berufung beim Verwaltungsgerichtshof Mannheim ein; die zum Jahresende auslaufende Schürfgenehmigung wurde um zwei Jahre verlängert, um drohende Schadensersatzansprüche zu vermeiden. Der Verwaltungsgerichtshof bestätigte am 9. Juni 1988 den Anspruch der Gewerkschaft Brunhilde, das Uran im Krunkelbachtal abzubauen. Das Land und die Stadt St. Blasien legten gegen das Urteil Revision beim Bundesverwaltungsgericht ein.
Parallel zu den Gerichtsverfahren setzte das Bergbauunternehmen den Ausbau der Grube fort. Nachdem Anfang der 1980er Jahre die Lagerstätten auf der Sohle in 90 Meter Tiefe weitgehend abgebaut waren, wurde der Blindschacht bis 1984 auf 240 Meter abgeteuft. In Erwartung einer Abbaubewilligung wurde von neuangelegten Sohlen in bis zu 180 Metern Tiefe ein Erzgang vorgerichtet. Ab 1986 wurden auf der Sohle in 240 Meter Tiefe Strecken aufgefahren und Kavernen angelegt, von denen aus die Lagerstätte mit Kernbohrungen bis in 300 Meter Tiefe untersucht wurde. Zur Verminderung von Radonausgasungen wurden ab 1984 in den höheren Sohlen Sanierungsarbeiten durchgeführt, bei denen verbliebene Erzreste abgebaut und alte Abbauräume verfüllt wurden. Ebenfalls als Sanierungsarbeiten bezeichnete das Bergbauunternehmen den 1987 begonnenen Abbau von Erzen im Firstenstoßbau zwischen den Sohlen in 90 und 240 Meter Tiefe. Der Großteil der Erze verblieb dabei unter Tage.

## Stilllegung
Im Mai 1989 bestätigte das baden-württembergische Wirtschaftsministerium, dass die Gewerkschaft Brunhilde 1990 den Uranbergbau einstellen wolle. Als Gründe wurden wirtschaftliche Überlegungen, der lange Rechtsstreit sowie die allgemeine Situation der Nuklearindustrie genannt. Seit Mitte der 1970er Jahre war der Uranpreis stark gefallen; zudem drohte dem Unternehmen die Schließung der eigenen Aufarbeitungsanlage in Ellweiler. Am 7. September 1989 unterschrieben die Landesregierung und das Bergbauunternehmen einen Vergleich, der das vor dem Bundesverwaltungsgericht anhängige Verfahren beendete.
Bestandteil des Vergleichs war die Förderung des losgeschossenen, aber noch in der Grube lagernden Uranerzes, das die Gewerkschaft Brunhilde zur Aufarbeitung nach Mydlovary in der Tschechoslowakei transportieren ließ. Anfang 1990 geriet das Bergbauunternehmen in finanzielle Schwierigkeiten, die unter anderem dadurch ausgelöst worden waren, dass 2,7 Millionen DM öffentlicher Förderungsmittel zurückzuzahlen waren. Dies war Folge des Vergleichs mit dem Land, der klarstellte, dass es sich bei dem Betrieb im Krunkelbachtal nicht allein um Untersuchungen, sondern um Abbau handelte. Im September 1990 übernahm das Landesbergamt die Grube Krunkelbachtal, da infolge unbezahlter Rechnungen eine Stromsperre und damit das Absaufen des Bergwerks drohte. Im August 1991 wurde das Insolvenzverfahren gegen die Gewerkschaft Brunhilde eingeleitet.
Zwischen Februar und Juli 1991 wurden unter der Regie des Landesbergamtes knapp 5.500 Tonnen Uranerz gefördert und zur Aufarbeitung bei der französischen Firma Cogema nach Bessines-sur-Gartempe transportiert. Am 21. August 1991 wurde die letzte Pumpe der Grube abgestellt; die Flutung des Bergwerks wurde durch ein Radioaktivitäts-Messprogramm der Landesanstalt für Umweltschutz begleitet. Bis Mitte 1992 wurde das Betriebsgelände renaturiert; im Oktober 1992 wurde die Grube aus der Bergaufsicht entlassen. Dem Land entstanden bei der Stilllegung Kosten von 4,5 Millionen DM; dem standen Einnahmen von 2,5 Millionen DM durch den Verkauf des Uranerzes gegenüber. Insgesamt wurden in der Grube Krunkelbach circa 100.000 Tonnen Uranerz mit einem Urananteil von 0,72 % gefördert; hierbei wurden etwa 4.300 Meter Strecke auf neun Sohlen aufgefahren. In ihrem Abschlussbericht bezifferte das Bergbauunternehmen die sicheren, in der Grube verbliebenen Vorräte auf 227 Tonnen U3O8, die wahrscheinlichen auf 2.000 Tonnen und die möglichen auf 4.000 Tonnen. Ein wirtschaftlicher Betrieb sei nie möglich gewesen; in der letzten Betriebsphase hätten sich die Rahmenbedingungen durch den wachsenden Widerstand gegen die Kernenergie sowie das Überangebot an Kernbrennstäben auf dem Weltmarkt verschlechtert, so die Betreiberin.

## Krunkelbach als Typlokalität

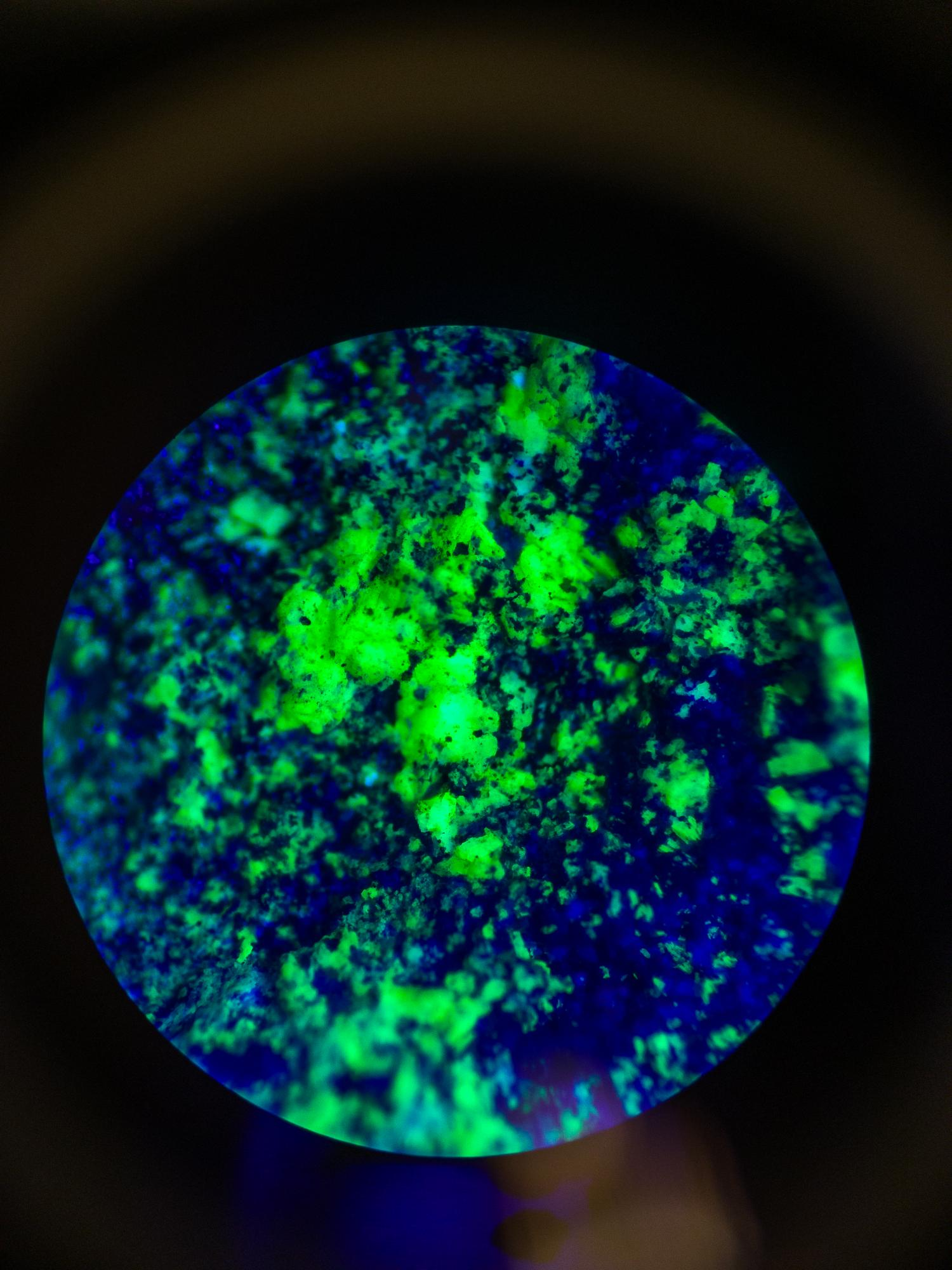
Fluoreszierendes Uranmineral aus dem Krunkelbach

Insgesamt konnten in dieser Lagerstätte bisher (Stand: 2018) rund 150 Minerale bzw. deren Varietäten entdeckt werden. Für 8 Minerale gilt Krunkelbach zudem als Typlokalität:
- Arsenovanmeersscheit (IMA2006-018)
- Heisenbergit (IMA 2010-076)
- Joliotit (IMA 1974-014)
- Metauranocircit (Metauranocircit-I, IMA 2022 s.p.) und Metauranocircit-II (nicht anerkannt)
- Nielsbohrit (IMA 2002-045b)
- Uranosilit (IMA 1981-066)
- Uranotungstit (IMA 1984-005)

Weitere Mineralfunde sind unter anderem Autunit, Becquerelit, Clausthalit, Digenit, Elektrum, Famatinit, Goethit, Halotrichit, Illit, Klockmannit, Luzonit, Malachit, Nontronit, Pyrolusit, Quarz, Rutherfordin, Saléeit, Tennantit, Uraninit, Vanmeersscheit, Wölsendorfit, Yarrowit und Zeunerit.

Minerale aus Krunkelbach
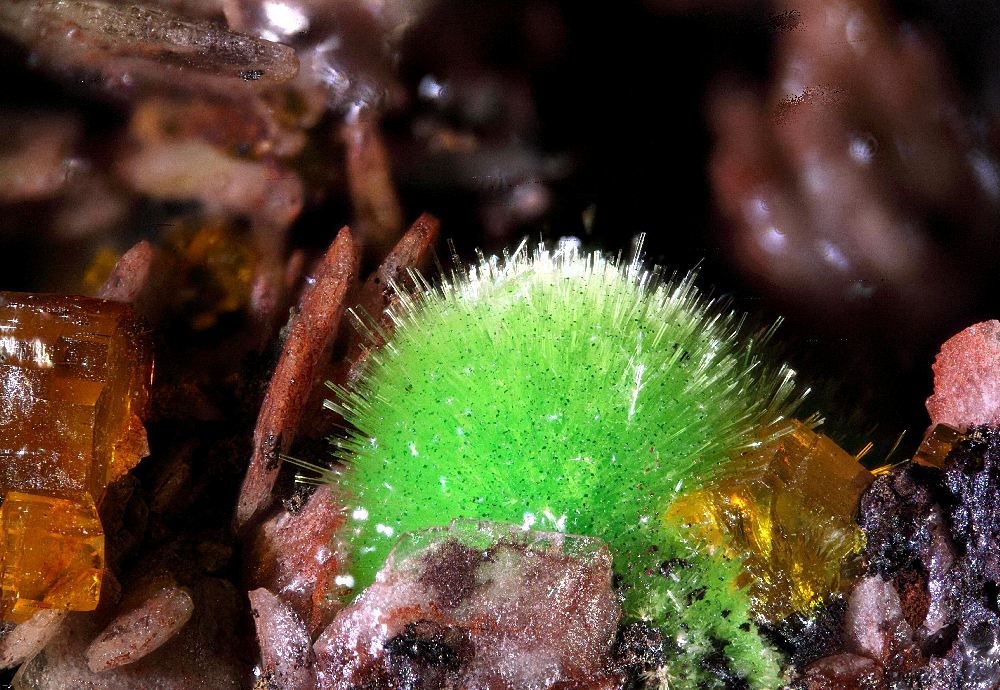
Cuprosklodowskit in Paragenese mit Billietit (Bildbreite: 6 mm)
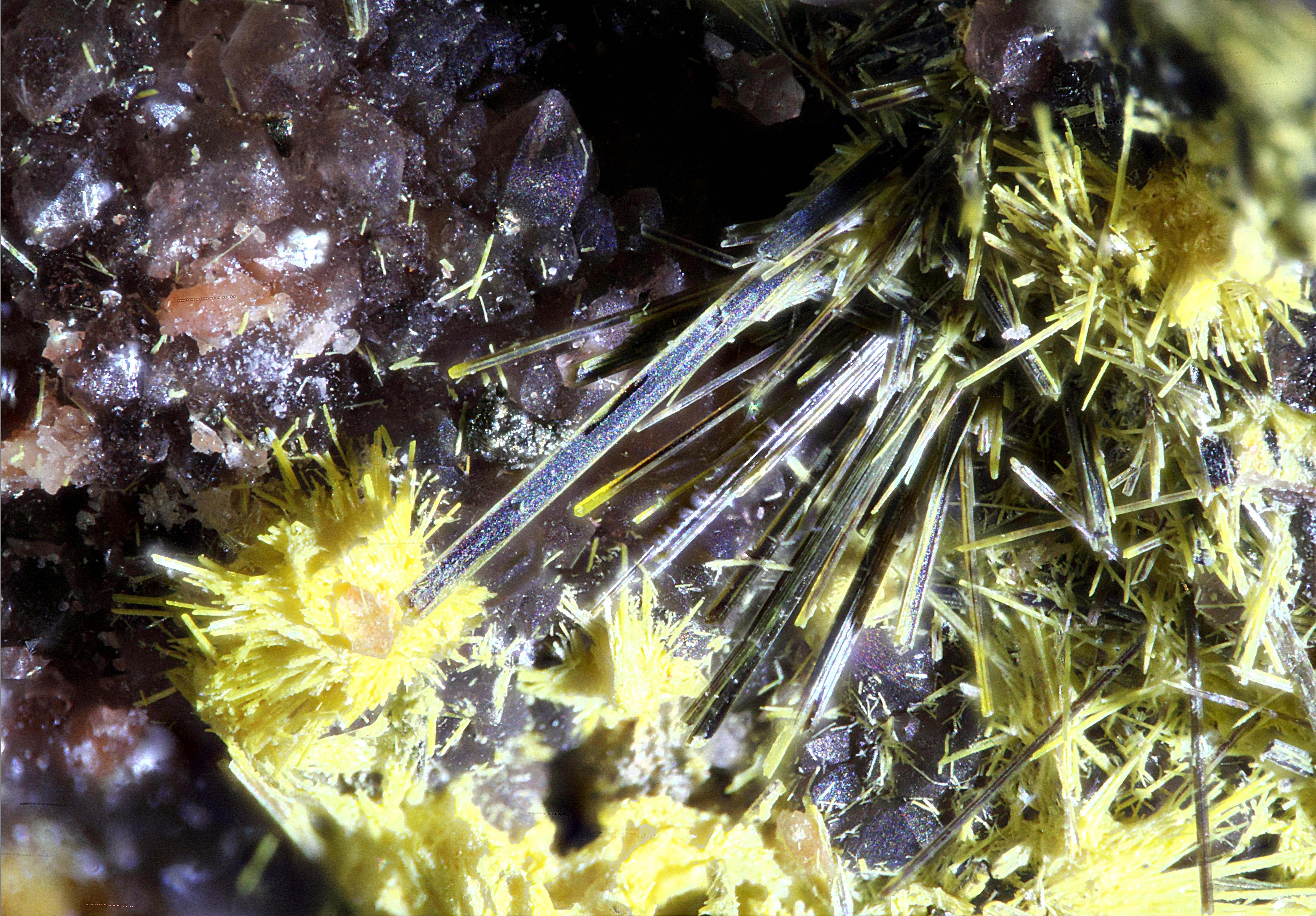
Violette Ianthinitkristalle, teilweise mit gelbem Überzug aus Schoepit sowie gelben Schoepit-Kristallen pseudomorph nach Ianthinit (Bildbreite: 5,8 mm)
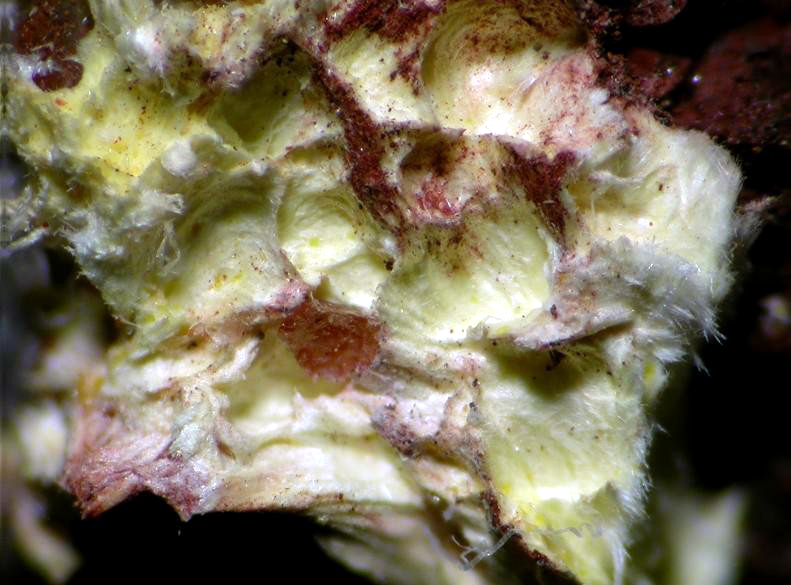
Farbloser bis blassgelber, faseriger Studtit (Bildbreite: 4 mm)
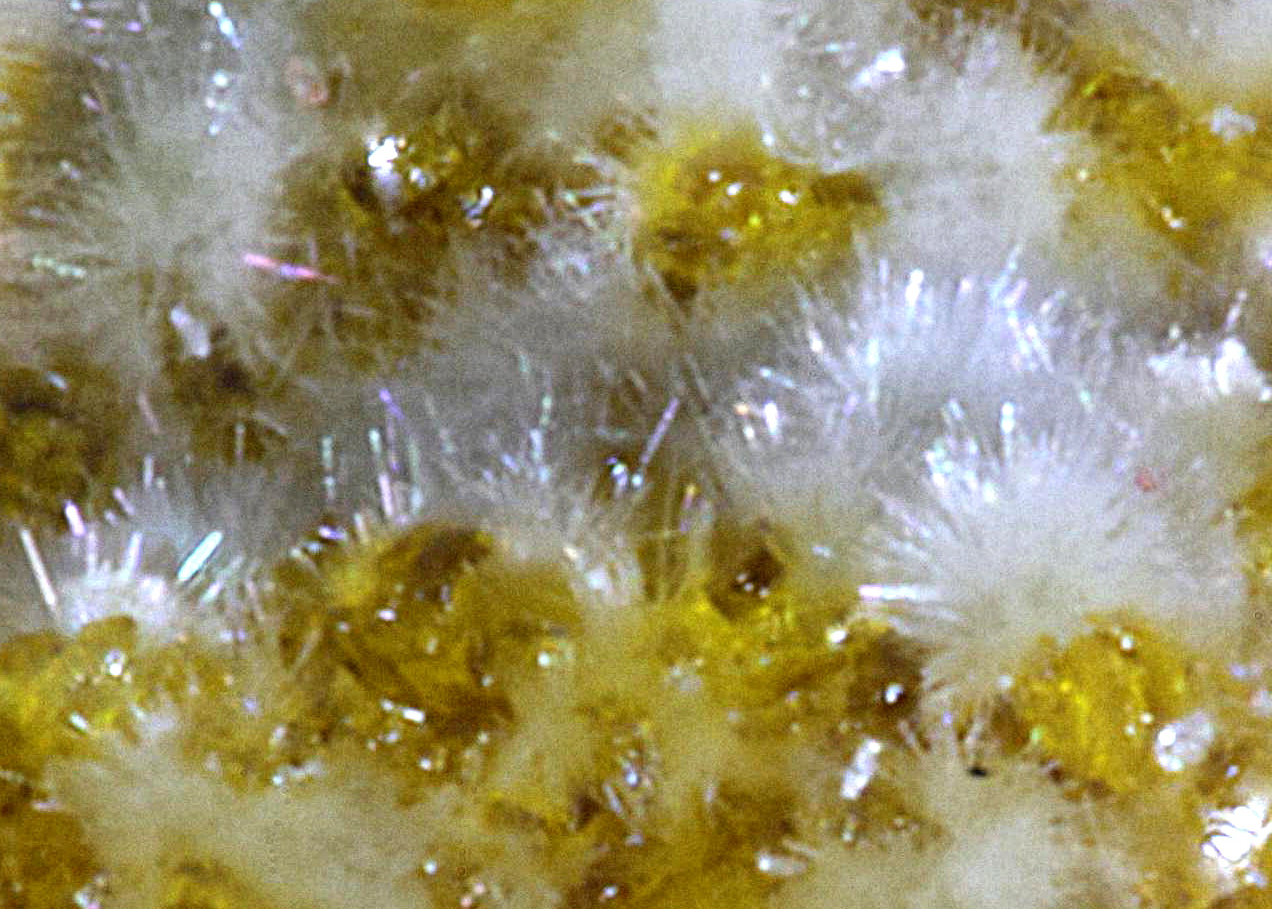
Paragenese von gelbem Billietit neben farblosem Studtit (Bildbreite: 3 mm)
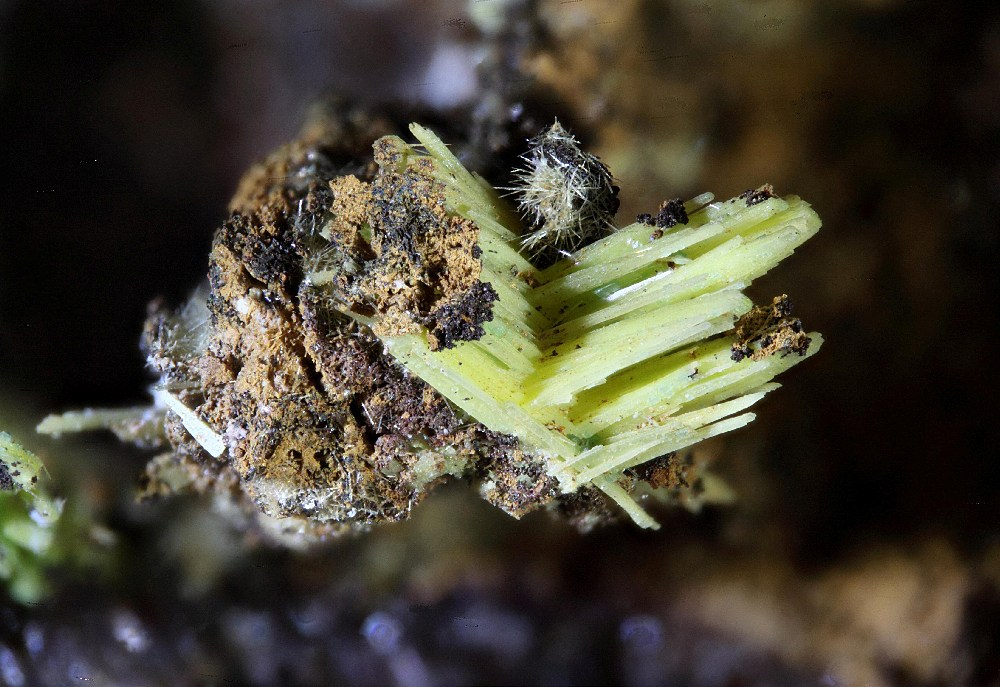
Blassgrüner, lattenartiger Uranospathit (Bildbreite: 8 mm)

## Radonbad

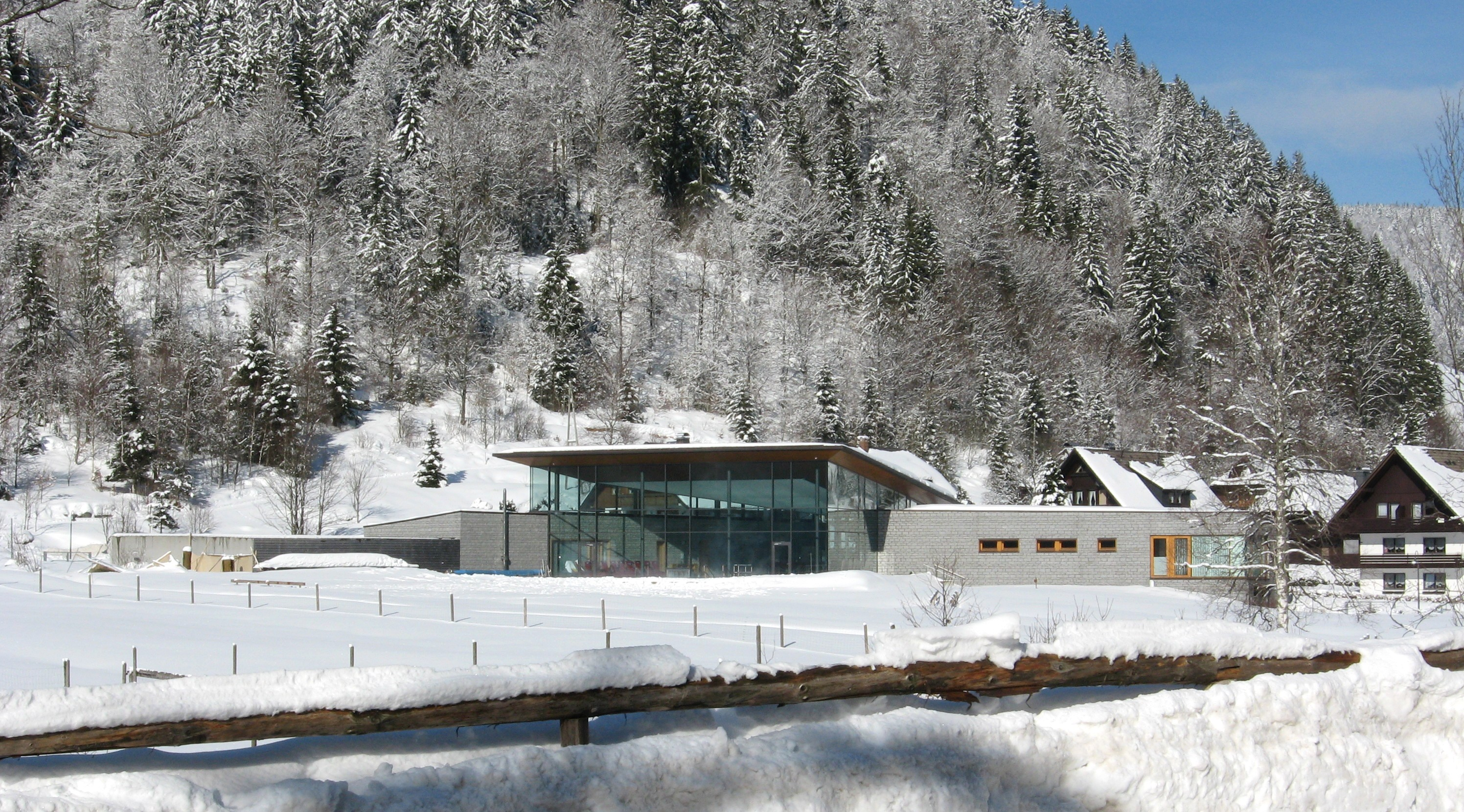
Radonbad in Menzenschwand.

Mitte der 1990er Jahre griffen Kommunalpolitiker die Idee eines Radonbades in Menzenschwand wieder auf. Im September 1995 wurde an einem 1971 angelegten Brunnen in der Nähe des ehemaligen Grubengelände ein Dauerpumpversuch unternommen, der erneut radonhaltiges Wasser erbrachte. Im April 1998 stimmten Stadt- und Ortschaftsrat für ein Projekt, das im folgenden Jahr aus Kostengründen verkleinert wurde: Geplant war ein kleines Kurzentrum, in dem das radonhaltige Wasser insbesondere zur Schmerztherapie bei Gelenkerkrankungen genutzt werden sollte. Ab November 2000 wurde ein weiterer, 240 Meter tiefer Brunnen gebohrt, um Wasser aus der tiefsten Sohle des Bergwerks fördern zu können. Im Oktober 2005 wurde das Radon Revital Bad als erstes Radonbad des Schwarzwaldes eröffnet. An der Finanzierung des 6,1 Millionen Euro teuren Projekts beteiligten sich Stille Gesellschafter mit 640.000 Euro. Das am Ortsrand des Menzenschwander Hinterdorfes errichtete Bad besteht aus einer Halle mit insgesamt 240 m² Wasserfläche, medizinischen Behandlungsräumen sowie einer Sauna. Das Radon Revital Bad wurde vom Architekturbüro Sacker Architekten in Freiburg entworfen und gewann unter anderem die Bronzemedaille des Internationalen Olympischen Komitees (IOC/IAKS Award 2007), ein internationaler Architekturpreis für Sport- und Freizeitanlagen.
Die Radonkonzentration im Krunkelbachtal sinkt seit 2018 ab. Um als Heilwasser zu gelten, darf der Radongehalt jedoch nicht unter 660 Becquerel pro Liter sinken. Um diesen Wert halten und die Radontherapie fortführen zu können, hätten aufwändige und entsprechend teure Bohrungen zur Erschließung einer neuen Quelle durchgeführt werden müssen, was die Gemeinde St. Blasien aufgrund ihrer Haushaltslage nicht leisten konnte.